# 西班牙皇家足協甲組聯賽
西班牙皇家足協甲組聯賽（西班牙語：Primera División RFEF）是西班牙足球聯賽系統的第 3 級別，亦是半職業聯賽的最高級別，由西班牙皇家足球協會管理。首個球季於2021–22年展開。其上有西班牙甲組足球聯賽和西班牙乙組足球聯賽，其下則有西班牙皇家足協乙組聯賽和西班牙皇家足協丙組聯賽。

## 歷史
2020年，西班牙皇家足球協會宣佈設立三個新聯賽： 西班牙皇家足協甲組聯賽會成為西班牙足球系統中的第三級聯賽； 西班牙皇家足協乙組聯賽成為第四級聯賽，而西班牙皇家足協丙組聯賽則會成為第五級聯賽。

## 賽制
西班牙皇家足協甲組聯賽會由 40 家球會組成，會按地理位置分佈分成兩個組別，每個組別有 20 隊。在首個球季中，會有 4 隊是來自西班牙足球乙級聯賽的降班球隊，餘下的都為原先西班牙足球乙二級聯賽球隊。
與其他西班牙聯賽一樣，它會每年舉行一次，由8月底或9月初開始，一直到次年5月或6月結束。每組的 20 支球隊會以雙循環形式進行 38 場比賽。當球季結束時，除預備隊外，每組積分最多的七支球隊可參加下一屆的西班牙國王盃。
最後會有四隊升至西班牙足球乙级联赛，其中每個小組的冠軍直接升班，每組的第二至五名（共八支球隊）會進行升班附加賽。
升班附加賽分為兩輪，均以一場過決勝負。
準決賽的四個勝方將晉級決賽，決賽的兩個勝方將升至西班牙足球乙级联赛。
每組的最後五名（第十六至二十名）會降班到西班牙皇家足協乙組聯賽，即共十支球隊會降班。

## 參賽球隊（2023/24）
| 組1（北）                               | 23/24球季成績         |
| --------------------------------------- | --------------------- |
| （Deportivo de La Coruña）              | 第 1 位（晉級）       |
| 塔拉戈納體操（Gimnàstic de Tarragonza） | 第 2 位（附加賽資格） |
| 巴塞隆拿B（Barcelona Atlètic）          | 第 3 位（附加賽資格） |
| 切爾達B（Celta Fortuna）                | 第 4 位（附加賽資格） |
| （Ponferradina）                        | 第 5 位（附加賽資格） |
| （Cultural Leonesa）                    | 第 6 位               |
| 尤尼恩斯塔斯（Unionistas de Salamanca） | 第 7 位               |
| 阿伦泰罗（Arenteiro）                   | 第 8 位               |
| B（Real Sociedad B）                    | 第 9 位               |
| 卢戈（Lugo）                            | 第 10 位              |
| 塞斯塔河（Sestao River）                | 第 11 位              |
| 奧薩蘇納B隊（Osasuna B）                | 第 12 位              |
| 塔拉索納（Tarazona）                    | 第 13 位              |
| 丰拉夫拉达（Fuenlabrada）               | 第 14 位              |
| （Real Unión）                          | 第 15 位              |
| （Sabadell）                            | 第 16 位（降級）      |
| 特鲁埃尔（Teruel）                      | 第 17 位（降級）      |
| （Cornellà）                            | 第 18 位（降級）      |
| 洛格羅涅斯（Logroñés）                  | 第 19 位（降級）      |
| （Rayo Majadahonda）                    | 第 20 位（降級）      |

| 組2（南）                              | 23/24球季成績         |
| -------------------------------------- | --------------------- |
| （Castellón）                          | 第 1 位（晉級）       |
| （Córdoba）                            | 第 2 位（附加賽資格） |
| 馬拉加（Málaga）                       | 第 3 位（附加賽資格） |
| （Ibiza）                              | 第 4 位（附加賽資格） |
| 休達（Ceuta）                          | 第 5 位（附加賽資格） |
| 皇家韋爾瓦娛樂（Recreativo de Huelva） | 第 6 位               |
| （Real Murcia）                        | 第 7 位               |
| 安特克拉（Antequera）                  | 第 8 位               |
| 马德里竞技B（Atlético Madrid B）       | 第 9 位               |
| 皇家马德里卡斯蒂利亞（Real Madrid Castilla）     | 第 10 位              |
| 阿尔科亚诺（Alcoyano）                 | 第 11 位              |
| 梅里達（Mérida）                       | 第 12 位              |
| 阿爾赫西拉斯（Algeciras）              | 第 13 位              |
| 沙盧蓋魯（Atlético Sanluqueño）        | 第 14 位              |
| 城際CF（Intercity）                    | 第 15 位              |
| 聖費爾南多（San Fernando）             | 第 16 位（降級）      |
| 力納雷斯（Linares Deportivo）          | 第 17 位（降級）      |
| 梅利利亚（Melilla）                    | 第 18 位（降級）      |
| 巴利阿里競技（Atlético Baleares）      | 第 19 位（降級）      |
| 格拉納達休閒（Recreativo Granada）     | 第 20 位（降級）      |

## 外部連結
- Official website RFEF （页面存档备份，存于） （西班牙語）